# Speedboor

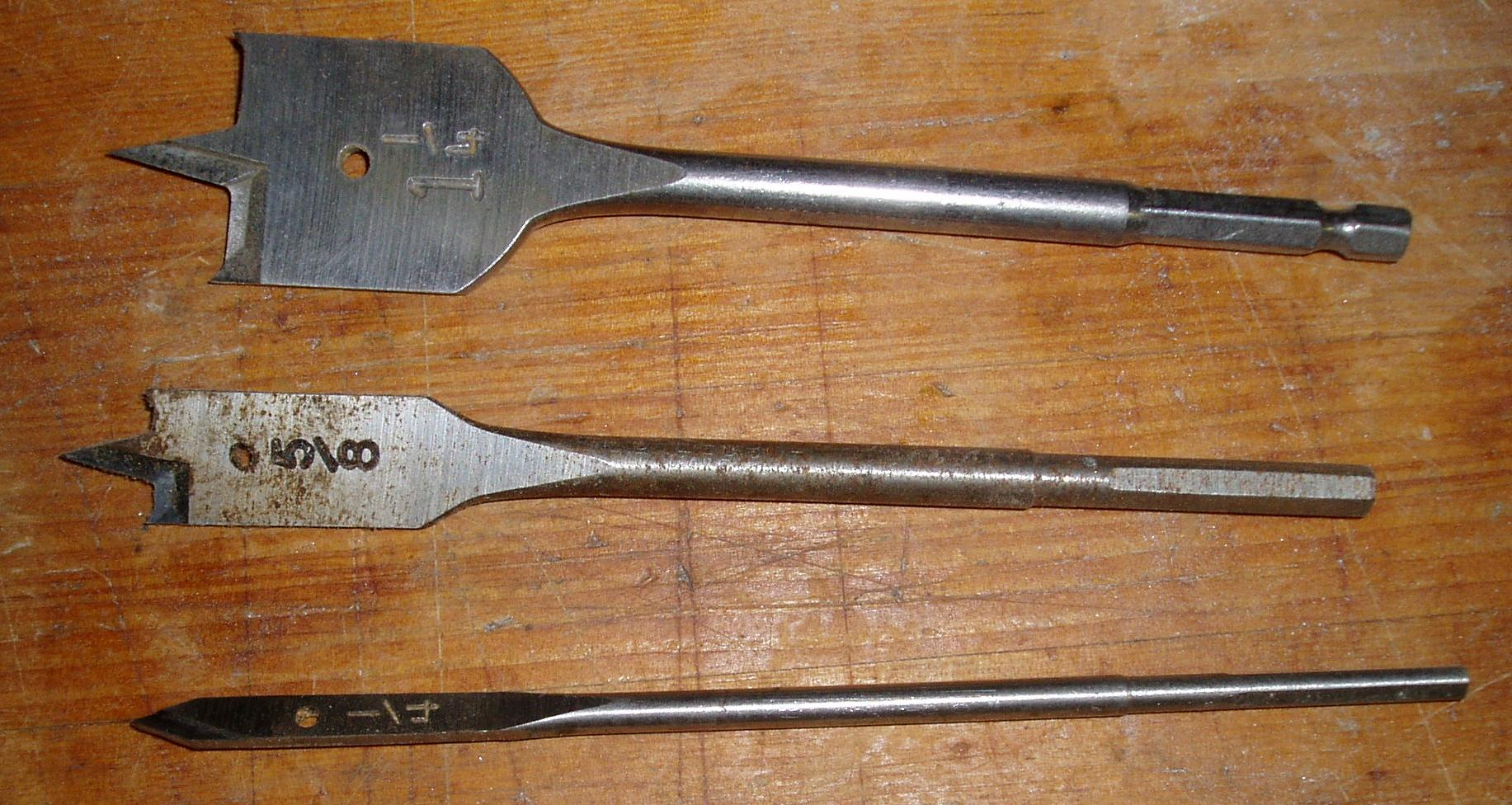
speedboren met verschillende diameters

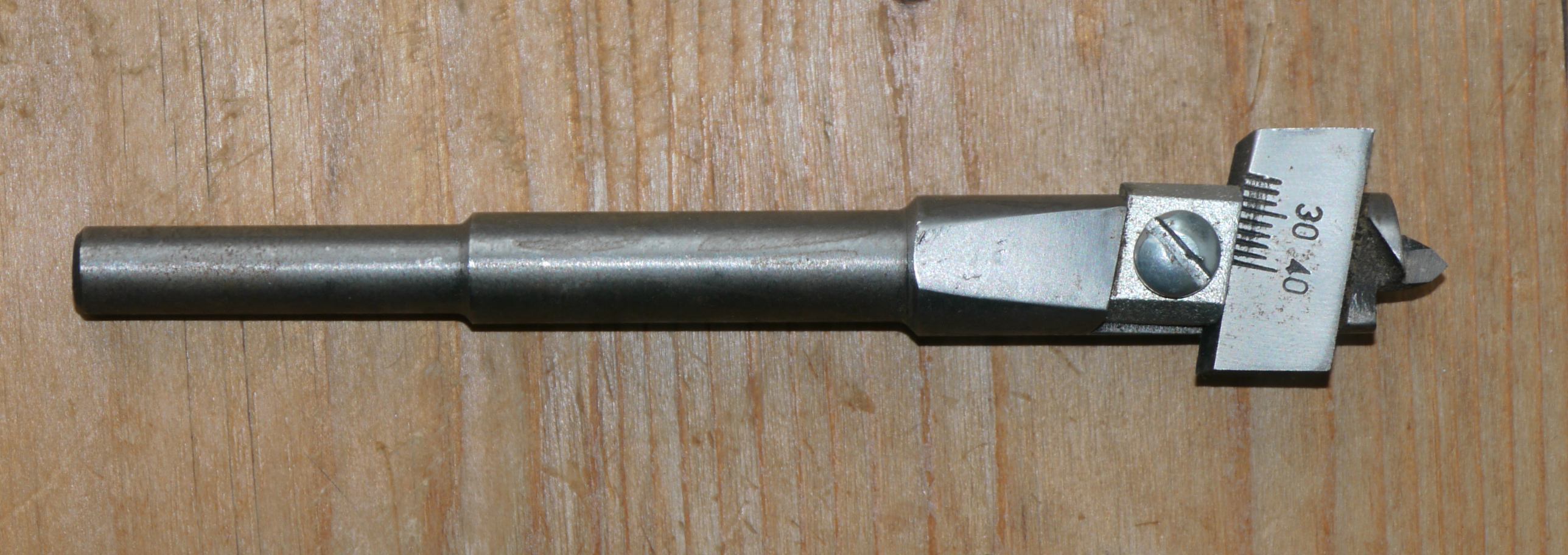
speedboor met instelbare diameter

Een speedboor (verwijst letterlijk naar snelle boor) is een speciaal type boor dat bedoeld is om met hoge snelheid gaten in hout te boren. De boor is alleen geschikt voor machinaal boren en moet met een hoog toerental draaien.
Het snijdend blad van de boor is vlak met in het midden een centreerpunt. Vaak zijn er aan de uiteinden minder ver uitstekende punten ('voorsnijders') die ontworpen zijn om houtvezels te breken. De inspanschacht van de boor is meestal zeshoekig afgevlakt om slippen in de boorhouder te voorkomen.
Bij het boren van doorgaande gaten verkrijgt men het beste resultaat als men stopt met boren zodra de centreerpunt aan de andere kant tevoorschijn komt, en vervolgens het laatste stukje vanaf die kant verder boort.
Voor diepe gaten zijn verlengstukken verkrijgbaar.
Er bestaan ook speedboren die een variabele diameter hebben.
Speedboren zijn ook zeer geschikt om gaten te boren in glasvezelversterkte kunststof. De glasvezels hebben namelijk enige gelijkenis met de vezels in hout.